# 2014年ソチオリンピックのジンバブエ選手団
2014年ソチオリンピックのジンバブエ選手団（2014ねんソチオリンピックのジンバブエせんしゅだん）は、2014年2月7日から23日までロシアのソチで開催された2014年ソチオリンピックジンバブエ選手団の名簿。ジンバブエは今回、冬季オリンピック初参加となった。

## 選手団
- 人員: 選手 1人
- 開会式旗手: ルーク・ステイン

## アルペンスキー
- ルーク・ステイン

男子大回転 (57位、3:06.55)
男子回転 (途中棄権)